# Jiří Švec
Jiří Švec (20. listopadu 1935 Netolice, Československo – 30. června 2014) byl československý reprezentant v řecko-římském zápase, později trenér. Třikrát startoval na olympijských hrách, nejlépe se umístil při svém druhém startu na hrách v Tokiu 1964, kde v kategorii do 57 kg obsadil 4. místo. V roce 1963 obsadil druhé a v roce 1961 třetí místo na mistrovství světa. V roce 1968 byl druhý a v roce 1967 třetí na mistrovství Evropy. Čtyřikrát se stal mistrem Československa.